# 加藤新三郎
加藤 新三郎（かとう しんざぶろう、1882年 - 1957年）は、日本の地方政治家。東京府清瀬村（現在の清瀬市）の村長を務めた。父の加藤鉄五郎（1858年 - 1932年）も村長を務めている。

## 来歴
清瀬村会議員を経て、1926年に父の鉄五郎が村長を辞任した折に、後任として就任する。。
1927年、東京府が府立結核療養所の清瀬設置を決定すると、新三郎は反対した。いったんは取りやめになったものの、翌年、再び設置を決定すると、新三郎らはさらなる反対の議決と、それに同意する地元住民の陳情書を提出し、当地への結核療養所の設置に反対の意思を示した。
1930年に村長を辞任。その後、結核療養所は小島長太郎が村長の時代に設置された。
新三郎はその後、別の職業に就く。太平洋戦争後、再度村会議員になるが、短期間で辞職した。
1957年に75歳で死去。